# Campeonato Eslovaco de Futebol

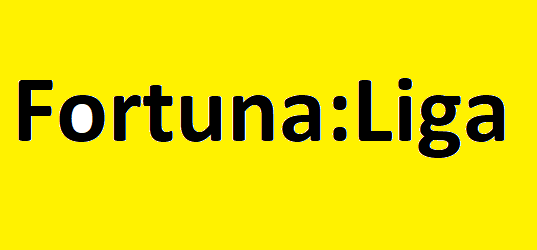
Logo da Fortuna Liga

O Campeonato Eslovaco de Futebol ou Slovak Super Liga (em português: Super Liga Eslovaca), por razões de patrocínio, Fortuna Liga (De 2003 a 2014, Corgoň Liga) é a principal divisão do futebol da Eslováquia. Foi organizada em 1994 pela primeira vez, depois que o país se tornou independente da Tchecoslováquia. O MŠK Žilina é o atual campeão, enquanto o Slovan Bratislava é o maior campeão, com 10 títulos, seguido pelo MŠK Žilina, que tem 7.

## Patrocínio
| Período   | Patrocinador               | Nome           |
| --------- | -------------------------- | -------------- |
| 1993-1997 | Sem patrocinador principal | Superliga      |
| 1997-2002 | Reemtsma                   | Mars Superliga |
| 2002-2003 | Sem patrocinador principal | Superliga      |
| 2003-2014 | Heineken                   | Corgoň Liga    |
| 2014-2018 | Fortuna                    | Fortuna Liga   |

## Campeões por ano
| Temporada | Campeão             | Vice-campeão          | Terceiro lugar        | Artilharia                | Artilharia                      | Artilharia | Artilharia                                 |
| Temporada | Campeão             | Vice-campeão          | Terceiro lugar        | País                      | Artilheiro                      | Gols       | Equipe                                     |
| --------- | ------------------- | --------------------- | --------------------- | ------------------------- | ------------------------------- | ---------- | ------------------------------------------ |
| 1993-94   | Slovan Bratislava   | Inter Bratislava      | DAC Dunajská Streda   | Eslováquia                | Pavol Diňa                      | 19         | DAC Dunajska Streda                        |
| 1994-95   | Slovan Bratislava   | 1. FC Košice          | Inter Bratislava      | Eslováquia                | Robert Semenik                  | 18         | Dukla Banska Bystrica                      |
| 1995-96   | Slovan Bratislava   | 1. FC Košice          | Spartak Trnava        | Eslováquia                | Robert Semenik                  | 29         | 1. FC Košice                               |
| 1996-97   | 1. FC Košice        | Spartak Trnava        | Slovan Bratislava     | Eslováquia                | Jozef Kozlej                    | 22         | 1. FC Košice                               |
| 1997-98   | 1. FC Košice        | Spartak Trnava        | Inter Bratislava      | Eslováquia                | Ľubomír Luhový                  | 17         | Spartak Trnava                             |
| 1998-99   | Slovan Bratislava   | Inter Bratislava      | Spartak Trnava        | Eslováquia                | Martin Fabuš                    | 19         | Ozeta Dukla Trenčín                        |
| 1999-00   | Inter Bratislava    | 1. FC Košice          | Slovan Bratislava     | Eslováquia                | Szilárd Németh                  | 16         | Inter Bratislava                           |
| 2000-01   | Inter Bratislava    | Slovan Bratislava     | MFK Ružomberok        | Eslováquia                | Szilárd Németh                  | 23         | Inter Bratislava                           |
| 2001-02   | MŠK Žilina          | Matador Púchov        | Inter Bratislava      | Eslováquia                | Marek Mintál                    | 21         | MŠK Žilina                                 |
| 2002-03   | MŠK Žilina          | Artmedia Bratislava   | Slovan Bratislava     | Eslováquia · Eslováquia   | Marek Mintál Martin Fabuš       | 20         | MŠK Žilina Laugaricio Trenčín , MŠK Žilina |
| 2003-04   | MŠK Žilina          | Dukla Banska Bystrica | MFK Ružomberok        | Eslováquia                | Roland Števko                   | 17         | MFK Ružomberok                             |
| 2004-05   | Artmedia Bratislava | MŠK Žilina            | Dukla Banska Bystrica | Eslováquia                | Filip Šebo                      | 22         | Artmedia Petržalka                         |
| 2005-06   | MFK Ružomberok      | Artmedia Bratislava   | Spartak Trnava        | Eslováquia · Eslováquia   | Róbert Rák Erik Jendrišek       | 21         | FC Nitra MFK Ružomberok                    |
| 2006-07   | MŠK Žilina          | Artmedia Bratislava   | Slovan Bratislava     | Eslováquia                | Tomáš Oravec                    | 16         | Artmedia Petržalka                         |
| 2007-08   | Artmedia Bratislava | MŠK Žilina            | FC Nitra              | Eslováquia                | Ján Novák                       | 17         | MFK Košice                                 |
| 2008-09   | Slovan Bratislava   | MŠK Žilina            | Spartak Trnava        | Eslováquia                | Pavol Masaryk                   | 15         | ŠK Slovan Bratislava                       |
| 2009-10   | MŠK Žilina          | Slovan Bratislava     | Dukla Banska Bystrica | Eslováquia                | Róbert Rák                      | 18         | FC Nitra                                   |
| 2010-11   | Slovan Bratislava   | FK Senica             | MŠK Žilina            | Eslováquia                | Filip Šebo                      | 22         | ŠK Slovan Bratislava                       |
| 2011-12   | MŠK Žilina          | Spartak Trnava        | Slovan Bratislava     | Eslováquia                | Pavol Masaryk                   | 18         | MFK Ružomberok                             |
| 2012-13   | Slovan Bratislava   | FK Senica             | FK AS Trenčín         | Argentina                 | David Depetris                  | 16         | AS Trenčín                                 |
| 2013-14   | Slovan Bratislava   | FK AS Trenčín         | Spartak Trnava        | Eslováquia                | Tomáš Malec                     | 14         | AS Trenčín                                 |
| 2014-15   | FK AS Trenčín       | MŠK Žilina            | Slovan Bratislava     | Croácia · República Checa | Matej Jelić Jan Kalabiška       | 19         | MŠK Žilina FK Senica                       |
| 2015-16   | FK AS Trenčín       | Slovan Bratislava     | Spartak Myjava        | Curaçau                   | Gino van Kessel                 | 17         | FK AS Trenčín                              |
| 2016-17   | MŠK Žilina          | Slovan Bratislava     | MFK Ružomberok        | Eslováquia · Guiné        | Filip Hlohovský Seydouba Soumah | 20         | MŠK Žilina Slovan Bratislava               |
| 2017-18   | Spartak Myjava      | Slovan Bratislava     | Dunajská Streda       | Eslováquia                | Samuel Mrás                     | 21         | MŠK Žilina                                 |
| 2018-19   | Slovan Bratislava   | DAC Dunajská Streda   | MFK Ružomberok        | Eslovénia                 | Andraz Sporar                   | 29         | Slovan Bratislava                          |
| 2019-20   | Slovan Bratislava   | MŠK Žilina            | DAC Dunajská Streda   | Eslovénia                 | Andraz Sporar                   | 12         | Slovan Bratislava                          |
| 2020-21   | Slovan Bratislava   | DAC Dunajská Streda   | Spartak Trnava        | Polónia                   | Dawid Kurminowski               | 20         | MŠK Žilina                                 |
| 2021-22   | Slovan Bratislava   | MFK Ružomberok        | Spartak Trnava        | Eslováquia                | Jakub Kadák                     | 13         | FK AS Trenčín                              |

Fonte para a lista dos vencedores do campeonato:

## Campeões

### Títulos por equipe
| Clube             | Títulos | (Anos) |
| ----------------- | ------- | --- |
| Slovan Bratislava | 12      | 1993-94, 1994-95, 1995-96, 1998-99, 2008-09, 2010-11, 2012-13, 2013-14, 2018-19, 2019-20, 2020-21, 2021-22 |
| MŠK Žilina        | 7       | 2001-02, 2002-03, 2003-04, 2006-07, 2009-10, 2011-12, 2016-17                                              |
| FC VSS Košice     | 2       | 1996-97, 1997-98                                                                                           |
| Petržalka         | 2       | 2004-05, 2007-08                                                                                           |
| Inter Bratislava  | 2       | 1999-00, 2000-01                                                                                           |
| FK AS Trenčin     | 2       | 2014-15, 2015-16                                                                                           |
| MFK Ružomberok    | 1       | 2005-06 |
| Spartak Trnava    | 1       | 2017-18 |
| FK Senica         | 0       | - |
| FK Púchov         | 0       | - |
| Banská Bystrica   | 0       | - |

## Classificação de todos os tempos (1993/94-2005/06)
| Pos | Time                  | J   | V   | E  | D   | GP  | GC  | SG  | Pts | Notas |
| --- | --------------------- | --- | --- | -- | --- | --- | --- | --- | --- | ----- |
| 1   | Inter Bratislava      | 432 | 197 | 95 | 140 | 653 | 516 | 137 | 686 |       |
| 2   | Slovan Bratislava     | 360 | 187 | 92 | 81  | 626 | 359 | 267 | 653 |       |
| 3   | Spartak Trnava        | 396 | 185 | 97 | 114 | 593 | 420 | 173 | 652 |       |
| 4   | MŠK Žilina            | 400 | 176 | 87 | 137 | 590 | 455 | 135 | 615 |       |
| 5   | MFK Košice            | 324 | 146 | 72 | 106 | 504 | 416 | 88  | 510 |       |
| 6   | Artmedia Bratislava   | 336 | 141 | 87 | 108 | 460 | 404 | 56  | 510 |       |
| 7   | MFK Ružomberok        | 306 | 128 | 73 | 105 | 408 | 387 | 21  | 457 |       |
| 8   | AS Trenčín            | 306 | 117 | 66 | 123 | 370 | 398 | 28  | 417 |       |
| 9   | Dukla Banská Bystrica | 324 | 110 | 86 | 128 | 403 | 421 | 18  | 416 |       |
| 10  | FC Tatran Prešov      | 288 | 95  | 79 | 114 | 344 | 392 | 48  | 364 |       |
| 11  | ZTS Dubnica           | 260 | 81  | 69 | 110 | 285 | 377 | 92  | 311 |       |
| 12  | Matador Púchov        | 216 | 70  | 53 | 93  | 235 | 294 | 59  | 263 |       |
| 13  | HFC Humenné           | 216 | 71  | 43 | 102 | 238 | 323 | 85  | 253 | [-3]  |
| 14  | Prievidza Banik       | 216 | 60  | 42 | 114 | 239 | 368 | 129 | 222 |       |
| 15  | DAC Dunajská Streda   | 186 | 56  | 42 | 88  | 223 | 303 | 80  | 210 |       |
| 16  | FC Nitra              | 190 | 51  | 33 | 106 | 185 | 295 | 110 | 186 |       |
| 17  | Lokomotiva Košice     | 156 | 48  | 37 | 71  | 180 | 241 | 61  | 181 |       |
| 18  | Bardejov Jas          | 154 | 45  | 24 | 85  | 159 | 232 | 73  | 159 |       |
| 19  | FC Rimavská Sobota    | 126 | 35  | 29 | 62  | 129 | 183 | 54  | 134 |       |
| 20  | FC Senec              | 30  | 9   | 10 | 11  | 33  | 36  | 3   | 37  |       |

J = Jogos; V = Vitórias; E = Empates; D = Derrotas; GP = Gols pró; GC = Gols contra; SG = Saldo de gols; Pts = Pontos